# Maraces lineata
Maraces lineata là một loài tò vò trong họ Ichneumonidae.